# Sam Michael
Sam Michael, avstralski inženir, * 29. april 1971, Canberra, Avstralija.

## Kariera
Po diplomi na Univerzi Novi Južni Wales je delal z moštvom Formule Holden. Leta 1993 je prestopil v moštvo Formule 1, Lotus, ki pa je že leto kasneje bankrotiralo. Leta 1994 ga je zaposlil Gary Anderson, glavni dizajner moštva Jordan Grand Prix, v raziskovalnem oddelku. Leta 1997 je delal v Jordanovi testni ekipi, leta 1998 pa je postal dirkalni inženir Ralfu Schumacherju. Ko se je nemški dirkač preselil v Williams pred sezono 1999, pa še Heinz-Haraldu Frentzenu, s katerim sta slavila zmagi na dirkah za Veliko nagrado Francije in Veliko nagrado Italije. 
Leta 2001 je Frank Williams pripeljal Michaela v svoje moštvo Williams kot glavnega nadzornega inženirja, ki je imel odgovornost nad delom vseh inženirjev na dirkah in testiranjih. Leta 2004 je napredoval na položaj tehničnega direktorja moštva, ko se je umaknil Patrick Head v raziskovalni in razvojni oddelek. 